# 慕容軍
慕容 軍（ぼよう ぐん、生没年不詳）は、五胡十六国時代の前燕の人物。昌黎郡棘城県の出身。鮮卑慕容部の大人慕容廆の子。

## 生涯
慕容廆の時代の動向は不明である。
咸和8年（333年）5月、慕容廆がこの世を去り、慕容皝が後を継ぐと、慕容軍は広威将軍に任じられた。11月、慕容仁（慕容皝の同母弟であり、慕容軍の兄）が慕容皝に反旗を翻して平郭で自立すると、慕容軍は広武将軍高詡・建武将軍慕容幼・慕容稚・寧遠将軍慕容汗・司馬冬寿と共に5千の兵を率いて討伐に向かった。だが、討伐軍は汶城の北において慕容仁に大敗を喫し、慕容軍は慕容幼・慕容稚らと共に捕らわれの身となった。以降は慕容仁に仕える事となり、引き続き広威将軍に任じられた。
咸康2年（336年）1月、慕容皝が慕容仁征伐の兵を興し、昌黎より氷上を渡って平郭へ進撃した。平郭城から7里まで迫った所で慕容仁は敵の襲来を知り、これを慌てて迎え撃つと城の西北に全軍を布陣させた。この時、慕容軍は配下を率いて慕容仁に反旗を翻し、慕容皝側に寝返ったので軍は大いに動揺し、慕容皝はこの機を逃さず攻撃してこれを大破した。慕容仁は捕らえられて処刑されたが、慕容軍は罪を免じられ、引き続き広威将軍を任された。
咸康5年（339年）4月、前軍師慕容評・折衝将軍慕輿根・盪寇将軍慕輿泥と共に後趙領の遼西へ侵攻し、千家余りを捕獲してから軍を帰還させた。帰還の途上、後趙の鎮遠将軍石成・積弩将軍呼延晃・建威将軍張支らより追撃を受けたが、慕容軍はこれらを尽く返り討ちにして呼延晃・張支の首級を挙げた。
建元2年（344年）2月、慕容皝が宇文部討伐の為に親征を行うと、慕容軍は度遼将軍慕容恪・平狄将軍慕容覇（後の慕容垂）・折衝将軍慕輿根らと共に別動隊を率いて三道に分かれて進軍した。宇文部の大人宇文逸豆帰は南羅大渉夜干に精鋭を与えて迎撃を命じたが、前燕軍はこれを返り討ちにして渉夜干を戦死させた。これにより宇文逸豆帰は軍を放棄して漠北へ逃走し、宇文部の勢力は散亡した。この戦勝により前燕は領土を千里余り広げた。
永和2年（346年）1月、世子慕容儁の指揮の下、折衝将軍慕輿根・度遼将軍慕容恪と共に1万7千の兵を率いて夫余討伐に向かった。慕容軍は諸将と共に矢石に身を晒しながら大胆に進撃し、一挙に本拠地を攻略すると、玄王と部落の民5万余りを捕虜として連行した。
永和4年（348年）11月、慕容皝がこの世を去り、慕容儁が即位した。
永和8年（352年）4月、輔弼将軍慕容評と中尉侯龕が精鋭騎兵1万を引き連れて冉魏の都の鄴へ侵攻したが、守将の蒋幹はこれを阻んだ。5月、慕容儁の命により、慕容軍は殿中将軍慕輿根・右司馬皇甫真らと共に騎兵歩兵併せて2万を率いて加勢に向かい、共に鄴を攻めた。8月、前燕軍は鄴を陥落させた。
やがて撫軍将軍に任じられた。
元璽2年（353年）12月、衛将軍慕容恪・左将軍慕容彪らと共に幾度も上表し、給事黄門侍郎慕容覇には命世の才（世に名高い才能）があるとして、大任を委ねるよう勧めた。慕容儁はこれを容れ、慕容覇を使持節・安東将軍・北冀州刺史に昇進させ、常山を鎮守させた。
元璽3年（354年）4月、襄陽王に封じられた。
その後の事績は明らかになっていない。